# Phaegoptera schaefferi
Phaegoptera schaefferi är en fjärilsart som beskrevs av William Schaus 1892. Phaegoptera schaefferi ingår i släktet Phaegoptera och familjen björnspinnare. Inga underarter finns listade i Catalogue of Life.